# All Rise
All Rise (укр. Всім встати) — дебютний студійний альбом британського бой-бенду Blue, випущений 26 листопада 2001 року в Об'єднаному Королівстві, і 27 квітня в Сполучених Штатах. Альбом опинився на першому місці в UK Albums Chart і був сертифікований як 4-платиновий у Великій Британії. Альбом провів 63 тижні в чарті UK top 75 Albums chart.

## Трек-лист альбому
1. All Rise — 3:43
2. Too Close — 3:45
3. This Temptation — 3:35
4. If You Come Back — 3:24
5. Fly By — 3:49
6. Bounce — 3:52
7. Long Time — 4:14
8. Make It Happen — 3:14
9. Back To You — 3:04
10. Girl I'll Never Understand — 3:26
11. Back Someday — 4:00
12. Best In Me — 3:11